# Barton Stacey
Barton Stacey is een civil parish in het bestuurlijke gebied Test Valley, in het Engelse graafschap Hampshire met 948 inwoners.